# Blastobasis curta
Blastobasis curta é uma espécie de mariposa do gênero Blastobasis pertencente à família Coleophoridae.